# Egzistencijalizam je humanizam
Egzistencijalizam je humanizam (L'Existentialisme est un humanisme, 1946.) je djelo francuskog filozofa egzistencijalista Jean-Paula Sartrea, u kojem on objašnjava egzistencijalizam kao humanističku filozofiju.
Sartre objašnjava da ,,egzistirati" znači jednostavno ,,biti tu" i da ne postoji ništa što bi čovjeku moglo definirati karakter, ciljeve u životu i drugo. Samo čovjek može odrediti bit sebe samoga:
»Čovjek prije svega egzistira, susreće sebe samoga, uranja u svijet - i definira sebe kasnije«
Sartre smatra da je suvremeni svijet okrutan, ružan, dehumaniziran i da je život stalna muka i neuspjeh. Zbog toga je potreban egzistencijalizam kao filozofija koja ljudski život čini mogućim, jer pokreće čovjeka na djelovanje, da postane ono što od sebe načini - ukupnost svojih djelovanja. On dokazuje da je sloboda u strukturi egzistencije. Zbog toga je egzistencijalizam humanizam. Ovo se najbolje može izraziti citatom:
»Svagda za kukavicu postoji mogućnost da više ne bude kukavica, a za heroja da prestane biti heroj«

## Vanjske poveznice
- (engl.) Skraćena verzija djela
- (engl.) Integralni tekst
- Dio teksta na bošnjačkom jeziku